# 当涂县
当涂县中华人民共和国安徽省马鞍山市下辖的一个县。全县总面积1002平方公里，常住总人口44.7万人。

## 历史
- 秦始皇二十六年（前221），推行郡县制，置丹阳县（治今博望区丹阳镇），属会稽郡。
- 西晋太康二年（281），分丹阳县为二，置于湖县（今当涂城东南38里处）。
- 東晉僑立當塗縣於江南，而故縣廢為馬頭郡(扬州刺史部)。馬頭郡領虞縣（僑寄今安徽懷遠縣南淮河東岸馬城鎮）、零縣（僑寄今安徽懷遠縣一帶）、濟陽縣（僑寄今安徽懷遠縣一帶）3個僑縣。[2]
- 隋开皇九年（589），省丹阳郡置蒋州；废淮南郡，并襄垣、于湖、繁昌、西安4县更置当涂，徙县治姑孰，属蒋州。
- 1952年2月，当涂划属芜湖专区。
- 1983年7月，当涂为马鞍山市属县。
- 2012年9月8日，博望镇、丹阳镇和新市镇由当涂县划归新成立的马鞍山市博望区管辖。[3][4]

## 人口
根据(安徽省)马鞍山市第七次全国人口普查公报显示：当涂县常住人口为446991人，男性占比51.32%，女性占比48.68%，年龄结构中0-14岁占比14.08%，15-59岁占比64.56%，60岁以上占比21.36%，65岁以上占比16.8%。

## 地理
当涂境内以平原为主，有冲积、湖积平原，海拔在10～20米以下，地势坦荡，由粘质砂土、砂质粘土等组成。分布于境北部丘陵、低山区与平原的过渡地带，受轻度抬升影响，原系河流、湖泊阶地，再被抬升，并经流水切割，形成地势高亢、起伏不平的台地。除外，境内还有低山、丘陵，海拔最高的不超过500米。
当涂处长江下游水网区，多河流、湖泊。长江纵贯西部，湖泊横卧东缘，中部广大河流多呈西北流向、西流入长江，境内有姑溪河、青山河、黄池河、运粮河、博望河、外桥河、扁担河、襄城河。有石臼湖、丹阳湖两大湖泊。地下水由于境内沿江河湖圩区，属冲积、湖积底层，非常丰富。

### 气候
当涂县为亚热带季风气候，温和湿润、雨量充沛、四季分明、光照充足、季风鲜明、无霜期长，春、秋季短，冬、夏季长。一年中夏季长约14小时，冬季约10小时。年均温15.7℃，平均无霜期233天。年均降水量1087.6毫米。

## 行政区划
当涂县下辖10个镇、1个乡：
姑孰镇、黄池镇、乌溪镇、石桥镇、塘南镇、护河镇、太白镇、年陡镇、湖阳镇、大陇镇、江心乡和当涂经济开发区。

## 交通
- 铁路：宁安客运专线当涂东站
- 公路： 205国道、 宁芜高速过境

## 文化
- 当涂民歌（可追溯到宋代李之仪作《田夫踏歌二十四首》）

## 旅游
- 青山风景区（李白墓）
- 姑孰八景：太白遗祠、元晖古井、白竹松风、尼坡梅月、牛渚春涛、龙山秋色、丹灶寒烟、凌夕照所
- 美好乡村：桃花村，许家村，桃花缘生态休闲农场（内有小火车）[7]

## 特产
- 金菜地茶干，酱菜，瘦肉酱，牛肉酱，虾酱等。